# Eleonora Hesensko-Rotenburská
Eleonora Hesensko-Rotenburská (Eleonora Filipína Kristýna Žofie; 17. října 1712, Rotenburg – 23. května 1759, Neuburg an der Donau) byla sňatkem sulzbašská falckraběnka.

## Život
Eleonora se narodila v lantkraběcím paláci ve městě Rotenburg an der Fulda jako sedmé dítě lantkraběte Ernesta Leopolda Hesensko-Rotenburského a jeho manželky Eleonory z Löwenstein-Wertheim. Její rodiče byli bratranec a sestřenice, oba byli vnoučaty hraběte Ferdinand Karla z Löwenstein-Wertheim-Rochefort. Její otec, hlava jediné katolické větve rodu Hesenských, se stal vládcem Hesenska-Rotenburgu v roce 1725 po smrti svého otce. Eleonora cestovala do Turína, kde byla její starší sestra Polyxena manželkou krále Karla Emanuela III. Sardinsko-Piemontského.
21. ledna 1731 se v Mannheimu osmnáctiletá Eleonora provdala za o dvanáct let staršího Jana Kristiána, dědice Sulzbachu. Byl to její ovdovělý bratranec, jeho matka Marie Eleonora Hesensko-Rotenburská byla starší sestrou Eleonořina otce. Předchozí manželkou Jana Kristiána byla Marie Henrietta de La Tour d'Auvergne, která zemřela v roce 1728 při porodu. Rok po svatbě Eleonory a Jana Kristiána se stal její manžel po smrti svého otce sulzbašským falckrabětem. Manželství zůstalo bezdětné a Eleonora v roce 1733, po dvou letech, ovdověla. Odcestovala do Neuburg an der Donau, kde 23. května 1759 ve věku 46 let zemřela.